# 深圳亚迪学校
深圳亚迪学校（英語：Shenzhen Yadi School），又称深圳中学亚迪学校，是位于深圳市大鹏新区的一所民办九年一贯制学校，创办于2003年5月，是“深圳中学共同体”成员校。为满足比亚迪公司员工子女的教育需求，比亚迪公司与深圳中学合作创办深圳亚迪学校。
2019年4月，原深圳中学校长助理高青出任深圳亚迪学校校长。

## 校园
深圳亚迪学校分为行政区、教学区、生活区、休闲区、运动区，运动区拥有400米跑道的田径场和体育馆。学校分为小学部和初中部，每年招收小学一年级新生165人，初中一年级新生350人。

## 校园文化

### 创新教育
深圳亚迪学校鼓励创新教育，设立“山海科创特色课程”，并鼓励学生开设科技类社团。
2017年9月，深圳亚迪学校获批深圳市中小学创客实践室；10月，深圳亚迪学校以“新能源清扫船”项目，成功入围“扎耶德未来能源奖”全球高中奖，是中国首所入围该奖项的学校。

### 游园会
同深圳中学一样，每年12月下旬，深圳市亚迪学校会举办“迎新游园会”活动，活动由学生亲自筹划，老师和家长共同参与。

## 轶事
- 由于深圳亚迪学校在深圳中考中学校高分率、升入重点高中率均处于深圳市前列，“一年三台阶，五年两状元”在大鹏新区当地居民传为佳话[13]。